# (73670) Kurthopf
(73670) Kurthopf est un astéroïde de la ceinture principale.

## Description
(73670) Kurthopf est un astéroïde de la ceinture principale. Il fut découvert le 19 août 1982 à l'Observatoire Palomar par Carolyn S. Shoemaker et Eugene M. Shoemaker. Il présente une orbite caractérisée par un demi-grand axe de 2,48 UA, une excentricité de 0,19 et une inclinaison de 11,5° par rapport à l'écliptique.

## Compléments